# Damereilanden
De Molukse Damereilanden zijn onderdeel van de Barat Daya-eilanden.

## Geografie
Damer (Indonesisch: Pulau Damer) is met 195 km² is het grootste van de Damereilanden. De andere eilanden zijn: ten westen van Damer de atol Nus Leur (0,33 km²), ten zuiden Terbang Utara (4,63 km²) en Terbang Selatan (4,78 km²) en ten oosten Teun (14.18 km²). Damer, Nus Leur en de Terbang eilanden vormen samen het onderdistrict Damer (kecamatan Damar), van het Zuidwest-Molukken regentschap (kabupaten Maluku Barat Daya). De hoofdstad van het onderdistrict is Wulur op Damer. Teun is onderdeel van het onderdistrict Nila Serua (regio Maluku Tengah). Alle eilanden maken deel uit van de provincie Maluku.
Ten westen van de eilandengroep ligt Romang met zijn kleine eilanden voor de kust en ten oosten ligt het eiland Nila. Romang, Damer, Teun en Nila zijn onderdeel van de binnenste Bandaboog, een keten van vulkanische eilanden.
Oorspronkelijk waren zowel Damer als Teun bewoond. De bevolking van Teun werden echter gedwongen te verhuizen tussen 1979 en 1983, als gevolg van de dreiging van Serawerna (655 m), de plaatselijke vulkaan. De bevolking van Teun is verhuisd naar Ceram.
Het hoogste punt van de Damereilanden is de vulkaan Wurlali op Damer, deze is 868 meter hoog. Verder zijn er op Damer nog de bergen Pahwuwi (534 m) en Akrewhi (495 m).